# Nicolae Dudău
Nicolae Dudău (n. 19 decembrie 1945, satul Grinăuți, județul Edineț, Republica Moldova) este un politician al Republicii Moldova, care a îndeplinit funcția de ministru al Afacerilor Externe al Republicii Moldova în cabinetul lui Vasile Tarlev (2001-2004).

## Cariera profesională
Nicolae Dudău s-a născut la data de 19 decembrie 1945 în satul Grinăuți, județul Edineț (Republica Moldova). A absolvit Institutul Politehnic "Serghei Lazo" din Chișinău - cu calificarea de inginer mecanic (1975) și Școala Superioară de Partid din Moscova (Rusia) (1982), unde a urmat studii politice.
În perioada 1963-1975, Nicolae Dudău a îndeplinit diferite funcții tehnice la Uzina de tractoare din orașul Chișinău. Din anul 1975, devine activist politic în diferite organe de partid și de stat din Republica Moldova: șef de secție al Comitetului raional, instructor al Comitetului Central și șef de secție la Comitetul Central.
În ultimii ani ai republicii sovietice, Dudău este Vicepreședinte al Comitetului de Stat pentru planificare (1988-1990), Prim-secretar al Comitetului orășenesc de partid din orașul Chișinău (1990-1991) și în cele din urmă Director executiv al Asociației Internaționale de Binefacere (1991-1993).

## Cariera diplomatică
Între anii 1993-1994, este Ministru-consilier al Ambasadei Republicii Moldova în Federația Rusă, iar apoi în perioada 1994-1997 deține funcția de Ambasador Extraordinar și Plenipotențiar al Republicii Moldova în Uzbekistan, precum și în Tadjikistan  și Kirghizstan, prin cumul.
Nicolae Dudău este numit în anul 1997 în funcția de Prim-viceministru al Afacerilor Externe al Republicii Moldova. Este trimis din nou la 29 septembrie 1998 ca Ambasador Extraordinar și Plenipotențiar al Republicii Moldova în Republica Belarus , precum și în Letonia , Estonia  și Lituania , prin cumul.
La data de 3 septembrie 2001, prin Decretul nr. 227-III al Președintelui Republicii Moldova, Vladimir Voronin, Nicolae Dudău este numit în funcția de Ministru al Afacerilor Externe în primul guvern al lui Vasile Tarlev. La 12 iunie 2002, i se acordă rangul diplomatic de ambasador. Este revocat din funcția de ministru al afacerilor externe la 4 februarie 2004.
La 9 februarie 2004, Nicolae Dudău este numit în funcția de Ambasador Extraordinar și Plenipotențiar al Republicii Moldova în Republica Italiană, funcție pe care o deține și în prezent.
Nicolae Dudău vorbește limbile rusă și engleză. Este căsătorit și are o fiică.